# Курская стратегическая оборонительная операция
Курская стратегическая оборонительная операция (5—23 июля) является составной частью Курской битвы; основные боевые действия развернулись на северном и южном фасах Курского выступа; проводилась с целью срыва летнего наступления немецких войск по плану «Цитадель».

## К предыстории Курской битвы
15 апреля 1943 г. Гитлер лично подписывает «Оперативный приказ Ставки вермахта № 6» о наступлении по плану «Цитадель».

Существует мнение (распространено в западной историографии), согласно которому неоднократный перенос даты начала наступления на Курск (май — июнь 1943 года) способствовал поражению германских войск летом 1943 года. Например, фельдмаршал Эвальд Клейст в 1951 году утверждал, что «с битвой под Курском немцы опоздали на четыре недели, таково было наше мнение перед началом боёв». Схожее мнение высказывал и фельдмаршал Эрих Манштейн. Наиболее развёрнуто это обосновал американский исследователь Стивен Ньютон — на примере 9А ген.-полковника В. Моделя, наступавшей на Курск с севера в полосе Центрального фронта (ЦФ).
Однако по мнению российского историка, Валерия Замулина, недавно рассекреченные в Центральном архиве Министерства обороны РФ (ЦАМО РФ) боевые документы Красной армии (Кр. А) позволяют предполагать, что приводимые Ньютоном «цифры, в частности, укомплектованности советских частей, не всегда точны»:

 Утверждение германских военачальников и сторонников их точки зрения среди западных историков о неготовности советских войск в районе Курска к боям в мае 1943 года не основывается на знании деталей замысла Ставки ВГК на летнюю кампанию и работы, проведенной в период весенней оперативной паузы.— 

### Замысел Ставки ВГК на летнюю кампанию
Жуков Г. К. отмечал, что «… до 12 апреля в Ставке ещё не было выработано конкретное решение о способах действий наших войск в весенне-летний период 1943 года в районе Курской дуги».
12 апреля 1943 года на совещании Сталина с заместителем Верховного главнокомандующего, Маршалом Советского Союза Георгием Жуковым, начальником Генштаба, Маршалом Советского Союза Александром Василевским и его заместителем, ген.-полковником Алексеем Антоновым, опиравшимися на данные стратегической разведки и фронтовых разведслужб, был сделан вывод, что вермахт после распутицы (начало мая) начнёт наступление с целью ликвидации Курского выступа. Поэтому было принято предварительное решение о переходе к стратегической обороне.
Немецкое командование имело на тот момент только «Проект плана операции „Цитадель“ от 12 апреля 1943 г».

До конца месяца планировалось войска Центрального (ЦФ) и Воронежского (ВФ) фронтов должным образом подготовить, а их военные советы во взаимодействии с Генеральным штабом (ГШ) должны были разработать планы оборонительной операции. 25 и 28 апреля командование обоих фронтов доложило: выполнение поставленных задач в основном завершается. Ставка ВГК утвердила общий замысел представленной ими Курской стратегической оборонительной операции и отдала приказ: полностью подготовить войска к отражению удара немцев — к 10 мая, а также установила дату их возможного перехода в наступление — не позднее 01 июня 1943 года.
Именно благодаря выполнению дальновидных решений 12 апреля 1943 года, уже к концу первой декады мая советская сторона была в основном готова к ведению успешных оборонительных боёв под Курском с теми силами, которыми в этот момент располагал здесь вермахт. А к началу июня ЦФ и ВФ по численности войск достигнут показателей, которые они будут иметь в июле, перед Курской битвой. О том, что задача Ставки была решена своевременно, наглядно свидетельствуют цифры.

### Численность войск ЦФ и ВФ

#### Центральный фронт (ЦФ)
На 30 марта 1943 года ЦФ ген.-полковника Константина Рокоссовского, имел всего 304 464 человека, а к 5 мая его численность увеличилась до 365 641 (на 61 167 чел.), что составило 78 % от его численности к началу Курской битвы.
При этом численность входившей в его состав 13А генерала-лейтенанта Николая Пухова, которой предстояло принять на себя главный удар армии Моделя, за это же время возросла до 114 456 (на 42 552 чел.), это 86 % от её состава на 5 июля. Увеличение главным образом произошло за счёт передачи ей трёх стрелковых дивизий (сд), хотя и средняя численность её собственных дивизий тоже заметно выросла — на 18 % (с 6378 до 7527). Для армии Пухова апрель стал периодом, когда она получила самое большое пополнение живой силы за всё время подготовки к летним боям. К 29 мая в её распоряжение поступил ещё 14 701 солдат, то есть численность увеличилась до 129 157 красноармейцев и командиров или 97 % от наличия на 5 июля. Общий состав войск фронта на конец мая составлял 451 179 человек, или 97 % от общей численности к началу операции «Цитадель».
Бронетехника: на 3 мая ЦФ имел 674 танка и 38 самоходных артустановок (САУ), или 40 % от их наличия на 5 июля, а 13А — 137 танков или 64 % от числа к началу боев. В начале мая ЦФ существенно уступал соседу: на 15 мая ВФ имел в строю 1380 танков или 76 % от того количества, что он получит к началу Курской битвы, а ЦФ — в два раза меньше. Но уже к концу этого месяца ситуация начала меняться, и на 5 июня у Рокоссовского стало 1216 танков (72 % от числа на 5 июля), в том числе в 13А — 171 (80 %).

#### Воронежский фронт (ВФ)
Столь же быстро шло восстановление и войск ВФ ген. армии Н. Ф. Ватутина. На 5 апреля в нём числилось 208 391, а на 5 мая — 351 459 (рост на 143 068) военнослужащих, или 84 % от плана на 5 июля.
За этот период направлено: в 6 гв. А ген.-лейтенанта И. М. Чистякова, стоявшую на вероятном направлении главного удара, — 30 262 человека, и её численность достигла 72 836 (средняя численность стрелковой дивизии выросла на 28 %, с 5982 до 7666), и в 7 гв. А ген.-лейтенанта М. С. Шумилова, (район возможного вспомогательного удара), — 9407, в результате её численность составила 67 231 человек (рост средней численности дивизии на 27 %, с 5965 до 7600).
К 30 мая общая численность ВФ выросла до 409 785 (98 % к данным на 5 июля), а армий И. М. Чистякова и М. С. Шумилова на 5 июня до 79 937 (около 100 %) и 71 332 (93 %).
Бронетехника: подвижные соединения, действовавшие зимой и в начале весны 1943 г. на ВФ и Юго-Западном фронтах, понесли очень большие потери. В отдельных корпусах общее число танков не превышало численности полнокровного батальона. Из-за этого уже в конце марта Ставка ВГК приняла решение: пополнить их в первую очередь.
В апреле на эти цели направлялась основная часть техники с заводов, только войска ВФ с 1 по 15 апреля получили 219 новых боевых машин и 6432 человека для танковых корпусов и бригад
В результате если 9 апреля фронт располагал 276 исправными танками, то на 21 апреля в строю находилось уже 540. Параллельно активно шёл ремонт аварийных боевых машин ремсредствами фронта. Кроме того, 28 апреля Ставка официально передала в подчинение Н. Ф. Ватутина 1 ТА ген.-лейтенанта М. Е. Катукова, прибывшую с Северо-Западного фронта в район Курска ещё в марте, а также несколько отдельных танковых частей. К 5 мая армия Катукова уже практически полностью была укомплектована бронетехникой, она располагала 481 танком, и к 5 июля получит лишь 61 машину.

### Были ли шансы на успех Германии (май — июнь 1943)
Таким образом, оба стратегических объединения были практически полностью готовы к Курской битве. В то же время, например, группировка 9А в начале мая не получила того минимума, что было обещано перед началом «Цитадели». Её пехотные дивизии и танковые соединения в этот момент сами ещё не были полностью восстановлены и не могли решить задачи летней кампании. Советская же сторона уже в мае могла отразить удар имевшихся у неприятеля сил. Поэтому далёкими от реалий видятся утверждения Э. Манштейна о том, что к концу мая в районе Курска оборонялись советские войска якобы не полностью боеспособные.

#### Бронетехника вермахта
Существует аксиома: для успеха наступательной операции на стратегическом уровне (то есть фронт или группа армий) атакующая сторона должна располагать бо́льшими силами, чем имеют обороняющиеся, идеальное соотношение 3:2.
На 4 мая в ГА «Центр», в состав которой входила и 9А, по списку было всего 442 танков (Т-3, Т-4 и ни одного Т-6 «тигр»), из них в строю находились 71 %, то есть 314, а в ГА «Юг» — 1087 танков, из них исправными числилось 728 — 67 %.
Таким образом, уже в мае соотношение на севере Курской дуги по этому типу вооружения было 1,5:1 в пользу советской стороны, а на юге 1,3:1. Столь неблагоприятное положение для вермахта сохранится вплоть до начала Курской битвы. Поэтому нельзя не согласиться с командиром 6 тд ГА «Юг» ген.-майором Г. Функом, изначально критиковавшим план операции «Цитадель», называя её «идиотской» и утверждавшим, что вся «будущая операция нарушает основные правила руководства войсками».

#### Армию Моделя гнали на убой
С. Ньютон утверждал о якобы принципиальной ошибке Моделя, которую он допустил по вине разведки при подсчёте соотношения сил бронетехники 9А и войск Рокоссовского в начале мая при докладе Гитлеру :

 «В противоположность оценкам немецкой разведки, на советском Центральном фронте было развернуто только приблизительно 1000 танков и штурмовых орудий в конце апреля — начале мая, а не 1500. Это была принципиальная ошибка, которая во многом объясняет, почему Модель настаивал на отсрочке наступления. Когда 800 танкам противостоят 1500, командующий армией имеет законное право утверждать, что для наступления крайне необходимы дополнительные танки.
Если бы Модель понял, что превосходство русских в бронетехнике было приблизительно [в] 200 машин, у него было бы больше желания действовать. В период ожидания (май — июнь. — В. З.) 9-я А увеличила численность своих танков на 25 %, в то время как советские войска свои почти удвоили»

Замулин В. Н. делает вывод, что :

 …цифры и соотношение, указанные С. Ньютоном, неточны. Как свидетельствуют приведенные выше данные, в начале мая Модель не располагал 800 танками. Их во всей ГА «Центр» было почти вполовину меньше, в то время как фронт Рокоссовского превосходил немцев в танках более чем в 1,5 раза: 442 против 674.
Поэтому для прорыва советской обороны он ещё в начале апреля выбрал иной, чем Манштейн, «инструментарий» — пехоту, усиленную артиллерией, самоходками и саперами. 
Этот подход оставался неизменным до начала Курской битвы. Поэтому по мере усиления рубежей ЦФ, его, как и командующего 4 ТА ген.-полковника Г. Гота, беспокоило главное:
«Будут ли способны войска первого эшелона прорвать главную и вторую полосу советских войск, чтобы танки вышли на оперативный простор?».
Для развития успеха в глубину, к маю минимумом бронетехники он уже располагал. А для надёжного «проламывания» рубежей ЦФ он считал необходимым дать именно тяжёлые танки (хорошо бронированные, с мощным орудием), которые бы на первом этапе, прокладывая дорогу пехоте, уничтожали советские долговременные огневые точки и бронетехнику в случае контратак.
3 мая в его распоряжении ни одного такого танка не было, хотя ещё в апреле командование сухопутных сил (ОКХ) обещало ему к концу месяца поставить «тигры».
Поэтому В. Модель требовал не просто увеличить численность бронетехники (у русских её было в полтора раза больше), а настаивал именно на получении тяжёлых машин типа «тигр», «пантера» и САУ «фердинанд».
Как свидетельствуют трофейные источники из NARA (англ. National Archives and Records Administration), также для командующего 9А первостепенное значение имело пополнение пехотных дивизий живой силой, так как они были серьёзно истощены.
Ситуация с пополнением была настолько сложной, что из-за её нерешённости 20 апреля 1943 г. ОКХ первый раз отложил дату начала наступления на Курск.
Поэтому сомнительно, что, зная истинное число танков в ЦФ, В. Модель уже в мае был бы готов наступать на Курск. Генерал-полковник являлся противником «Цитадели». Он один из немногих не только понимал её бесперспективность, но не боялся говорить открыто об этом Гитлеру, доходчиво аргументируя свою позицию.
Замулин В. Н. подводит итог:
...ни при каких условиях Германия на победу под Курском уже не могла рассчитывать ни в мае, ни в июне, а послевоенные утверждения немецких военачальников и их сторонников о возможности успеха “Цитадели”, если бы удар был нанесен в начала лета, лишь хорошая мина при плохой игре.
Доводы в пользу этой точки зрения, встречающиеся в западной исторической литературе, в том числе и те, что приводит в своих мемуарах фельдмаршал Э. Манштейн, документальными источниками не подтверждаются.

## Боевые действия на северном фасе Курской дуги (5 — 18 июля)

### Силы сторон

#### Германия
| Состав войск: Группа Армий «Центр» (Фельдмаршал Гю́нтер фон Клю́ге) | Состав войск: Группа Армий «Центр» (Фельдмаршал Гю́нтер фон Клю́ге) | Состав войск: Группа Армий «Центр» (Фельдмаршал Гю́нтер фон Клю́ге) | Состав войск: Группа Армий «Центр» (Фельдмаршал Гю́нтер фон Клю́ге) | Состав войск: Группа Армий «Центр» (Фельдмаршал Гю́нтер фон Клю́ге) | Состав войск: Группа Армий «Центр» (Фельдмаршал Гю́нтер фон Клю́ге)                         |
| Армия                                                             | Командующий армией                                                | Note                                                              | Корпус                                                            | Командир корпуса                                                  | Дивизии                                                                                   |
| ----------------------------------------------------------------- | ----------------------------------------------------------------- | ----------------------------------------------------------------- | ----------------------------------------------------------------- | ----------------------------------------------------------------- | ----------------------------------------------------------------------------------------- |
| 9-я армия                                                         | Вальтер Модель                                                    |                                                                   | XX (20-й) армейский корпус (ак)                                   | Рудольф фон Роман                                                 | 45 пд, 72 пд, 137 пд, и 251 пд                                                            |
|                                                                   |                                                                   |                                                                   | XLVI (46-й) танковый корпус (тк)                                  | Ханс Цорн                                                         | 7 пд, 31 пд, 102 пд, и 258 пд                                                             |
|                                                                   |                                                                   |                                                                   | XLI (41-й) тк                                                     | Йо́зефа Харпе                                                      | 18 тд; 86 пд и 292 пд                                                                     |
|                                                                   |                                                                   |                                                                   | XLVII (47-й) танковый корпус (тк)                                 | Иоахима Лемельзена                                                | 2 тд, 9 тд, и 20 тд; 6 пд                                                                 |
|                                                                   |                                                                   |                                                                   | XXIII (23-й) армейский корпус (ак)                                | Йоха́ннес Фриснер                                                  | 216 пд и 383 пд; 78 шд                                                                    |
|                                                                   |                                                                   |                                                                   | Армейский резерв                                                  |                                                                   | 4 тд и 12 тд ; 10 мд                                                                      |
| 2-я танковая армия                                                | Erich-Heinrich Clößner                                            |                                                                   | XXXV (35-й) армейский корпус (ак)                                 | L. Rendulic                                                       | 34 пд, 56 пд, 262 пд, и 299 пд                                                            |
|                                                                   |                                                                   |                                                                   | LIII армейский корпус (ак)                                        | F. Gollwitzer                                                     | 208 пд, 211 пд, и 293 пд; 25-я моторизованная дивизия (мд)                                |
|                                                                   |                                                                   |                                                                   | LV армейский корпус (ак)                                          | E. Jaschke                                                        | 110 пд, 112 пд, 134 пд, 296 пд, и 339 пд                                                  |
|                                                                   |                                                                   |                                                                   | Армейский резерв                                                  |                                                                   | 5 тд                                                                                      |
| Резерв ГА «Центр»                                                 |                                                                   |                                                                   |                                                                   |                                                                   | 8 тд (передана 2 ТА с 12 июля 1943), 36 моторизованная (также называют пехотной) дивизия. |
| 6-й Воздушный Флот (ВФ)                                           | Роберт фон Грейм                                                  |                                                                   |                                                                   |                                                                   | 1-я авиационная дивизия, 4-я авиационная дивизия,                                         |

### Пограничники на Курской дуге
Значительный вклад в победу советских войск под Курском внесла 70А ЦФ, части которой были сформированы из личного состава войск НКВД. В октябре 1942 г. ГКО поручил Народному комиссариату ВД сформировать Отдельную армию войск НКВД. В постановлении № ГОКО-2411 от 14.10.42 «О формировании армии войск НКВД» указывалось:

 «На укомплектование армии обратить 55 тыс. человек за счёт численности войск НКВД (в том числе: 29 750 — из пограничных войск, 16 750 — из внутренних войск и 8500 — из войск по охране железных дорог). Обязать НКО… выделить для укомплектования специальных частей армии 15 000 человек рядового и начальствующего состава артиллерии, связи, инженерных войск и др. по заявке НКВД СССР… Армию зачислить в резерв Главного Командования и приравнять во всех отношениях к гвардейским частям» — Центральный архив пограничных войск (ЦАПВ). Ф. 6. Оп. 1. Д. 669. Л. 413—416.

## Боевые действия на южном фасе Курской дуги (5 — 23 июля)

### Историография сражения
О дате 23 июля впервые говорит "Приказ Верховного Главнокомандующего от 24.07.1943 № 1":

 Вчера, 23 июля, успешными действиями наших войск окончательно ликвидировано июльское немецкое наступление из районов южнее Орла и севернее Белгорода в сторону Курска…Как это теперь стало ясным, немецкое командование ввело в бой: на орловско-курском направлении — семь танковых, две моторизованные и одиннадцать пехотных дивизий и на белгородско-курском направлении — десять танковых, одну моторизованную и семь пехотных дивизий. Таким образом, всего со стороны противника в наступлении участвовало 17 танковых, 3 моторизованные и 18 пехотных немецких дивизий.
…Ценой огромных потерь в живой силе и технике противнику удалось лишь вклиниться в нашу оборону на орловско-курском направлении на глубину до 9 километров и на белгородско-курском направлении — от 15 до 35 километров. В ожесточенных боях наши войска измотали и обескровили отборные дивизии немцев и последующими решительными контрударами не только отбросили врага и полностью восстановили положение, занимавшееся ими до 5 июля, но и прорвали оборону противника, продвинувшись в сторону Орла от 15 до 25 километров.
За время боев с 5 по 23 июля противник понес следующие потери: убито солдат и офицеров более 70000, подбито и уничтожено танков 2900, самоходных орудий 195, орудий полевых 844, уничтожено самолётов 1392 и автомашин свыше 5000.
Таким образом, немецкий план летнего наступления нужно считать полностью провалившимся.

Тем самым разоблачена легенда о том, что немцы летом в наступлении всегда одерживают успехи, а советские войска вынуждены будто бы находиться в отступлении.
Боевые действия на Южном фасе Курской дуги носили как оборонительный характер ((Оборонительная операция на Белгородско-Курском направлении)), так и наступательный (Контрнаступление Воронежского и Степного фронтов (17 — 23 июля)).

### План Ватутина
5 июля 1943 г. обе ударные группировки А Манштейна должны были преодолеть наиболее укреплённые участки обороны 6 гв. А и 7 гв. А, создав сплошной фронт прорыва. С первых минут наступления советская сторона заставила обе ударные группировки противника двигаться по расходящимся направлениям, что явилось важнейшим фактором успеха ВФ в ходе оборонительной фазы Курской битвы.

#### 5 июля 1943 г. День первый. Оборона Черкасского

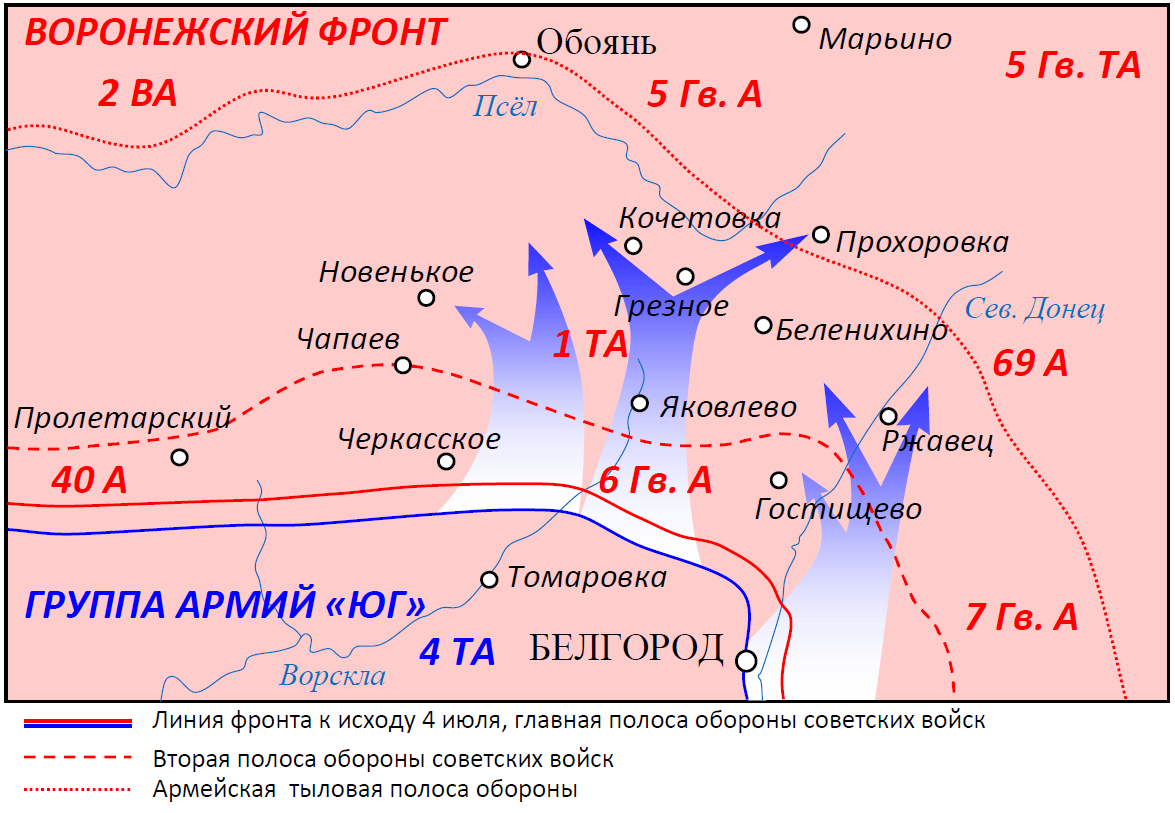
Район Белгорода, положение на исход 4 июля 1943 года. Направления последовавших 5-15 июля ударов немецких войск

Основной удар с южного направления наносился силами 4-й танковой армии (командующий — Герман Гот, 48-го тк и 2-го тк СС) при поддержке армейской группы «Кемпф» (В. Кемпф).
На начальной стадии наступления 48-й танковый корпус (ком.: О. фон Кнобельсдорф, нач. штаба: Ф. фон Меллентин, 527 танков, 147 САУ), являвшийся наиболее сильным соединением 4-й танковой армии, в составе: 3-й и 11-й танковых дивизий, моторизованной (танково-гренадерской) дивизии «Великая Германия», 10-й танковой бригады и 911-го отд. дивизиона штурмовых орудий, при поддержке 332-й и 167-й пехотных дивизий, имел задачей прорыв первой, второй и третьей линий обороны частей Воронежского фронта из района Герцовка — Бутово в направлении Черкасское — Яковлево — Обоянь. При этом предполагалось, что в районе Яковлево 48-й тк соединится с частями 2-й тд СС (окружив тем самым части 52-й гв.сд и 67-й гв.сд), произведёт смену частей 2-й тд СС, после чего части дивизии СС предполагалось использовать против оперативных резервов Красной Армии в районе ст. Прохоровка, а 48-й тк должен был продолжить действия на основном направлении Обоянь — Курск.
Для выполнения поставленной задачи частям 48-го тк в первый день наступления (день «Х») требовалось взломать оборону 6-й гв. А (генерал-лейтенант И. М. Чистяков) на участке стыка 71-й гв.сд (полковник И. П. Сиваков) и 67-й гв.сд(полковник А. И. Баксов), захватить крупное село Черкасское и осуществить прорыв бронетанковыми частями в направлении села Яковлево. Планом наступления 48-го тк определялось, что село Черкасское должно было быть захвачено к 10:00 5 июля. А уже 6 июля части 48-го тк должны были достичь города Обоянь.
Однако в результате действий советских частей и соединений, благодаря проявленным ими мужеству и стойкости, а также заблаговременно проведённой ими подготовке оборонительных рубежей, на данном направлении планы вермахта были «существенно скорректированы» — 48-й тк так и не дошёл до Обояни.
Факторами, определившими непозволительно медленный темп продвижения 48-го тк в первый день наступления, стали хорошая инженерная подготовка местности советскими частями (начиная от противотанковых рвов практически на всём протяжении обороны и заканчивая радиоуправляемыми минными полями), огонь дивизионной артиллерии, гвардейских миномётов и действия штурмовой авиации по скопившимся перед инженерными заграждениями танкам противника, грамотное расположение противотанковых опорных пунктов (№ 6 южнее Коровина в полосе 71-й гв.сд, № 7 юго-западнее Черкасского и № 8 юго-восточнее Черкасского в полосе 67-й гв.сд), быстрое перестроение боевых порядков батальонов 196-го гв.сп (полковник В. И. Бажанов) на направлении главного удара противника южнее Черкасского, своевременный манёвр дивизионным (245-й отп, 1440-й сап) и армейским (493-й иптап, а также 27-я оиптабр полковника Н. Д. Чеволы) противотанковым резервом, относительно удачные контратаки во фланг вклинившимся частям 3-й тд и 11-й тд с привлечением сил 245-го отп (подполковник М. К. Акопов, 39 танков M3) и 1440-го сап (подполковник Шапшинский, 8 СУ-76 и 12 СУ-122), а также не до конца подавленное сопротивление остатков боевого охранения в южной части села Бутово (3-й бат. 199-го гв.сп, капитан В. Л. Вахидов) и в районе рабочих бараков юго-западнее с. Коровино, которые являлись исходными позициями для наступления 48-го тк (захват данных исходных позиций планировалось произвести специально выделенными силами 11-го тд и 332-й пд до конца дня 4 июля, то есть в день «Х-1», однако сопротивление боевого охранения так и не было полностью подавлено к рассвету 5 июля). Все вышеперечисленные факторы повлияли как на скорость сосредоточения частей на исходных позициях перед основной атакой, так и на их продвижение в ходе самого наступления.

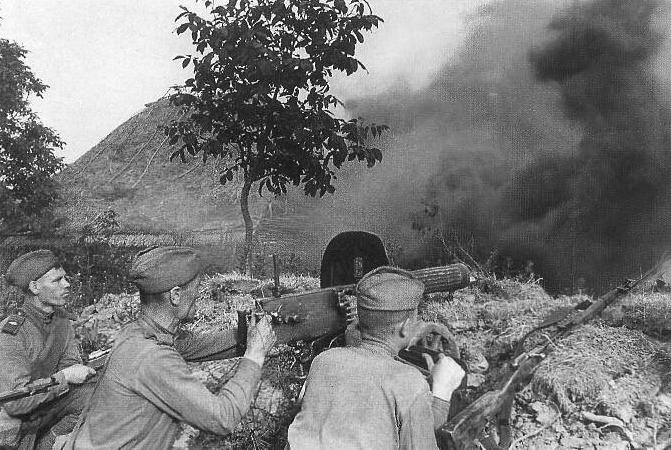
Пулемётный расчёт ведёт огонь по наступающим немецким частям

Также на темпе наступления корпуса сказались недоработки немецкого командования при планировании операции и плохо отработанное взаимодействие танковых и пехотных частей. В частности дивизия «Великая Германия» (В. Хёрнлайн, 129 танков, из них 15 Pz.VI, 73 САУ) и приданная ей 10-я тбр (К. Декер, 192 боевых и 8 командирских танков Pz.V) в сложившихся условиях боя оказались неповоротливыми и несбалансированными соединениями. В результате всю первую половину дня основная масса танков была скучена в узких «коридорах» перед инженерными заграждениями (особенно большие затруднения вызвало преодоление заболоченного противотанкового рва западнее Черкасского), попала под комбинированный удар советской авиации (2-я ВА) и артиллерии — из ПТОП № 6 и № 7, 138-й гв.ап (подполковник М. И. Кирдянов) и двух полков 33-й отпабр (полковник Штейн), понесла потери (особенно в офицерском составе), и не смогла развернуться в соответствии с графиком наступления на танкодоступной местности на рубеже Коровино — Черкасское для дальнейшего удара в направлении северных окраин Черкасского. При этом преодолевшим противотанковые заграждения пехотным частям в первой половине дня приходилось полагаться в основном на собственные огневые средства. Так, например, находившаяся на острие удара дивизии «ВГ» боевая группа 3-го батальона фузилёрского полка в момент первой атаки оказалась вообще без танковой поддержки и понесла чувствительные потери. Обладая огромными бронетанковыми силами, дивизия «ВГ» долгое время фактически не могла ввести их в бой.
Результатом образовавшихся заторов на маршрутах выдвижения также явилось несвоевременно проведенное сосредоточение артиллерийских частей 48-го танкового корпуса на огневых позициях, что сказалось на результатах артподготовки перед началом атаки.
Командир 48-го тк стал заложником ряда ошибочных решений вышестоящего начальства. Особенно негативно сказалось отсутствие у Кнобельсдорфа оперативного резерва — все дивизии корпуса были введены в бой практически одновременно утром 5 июля 1943 г., после чего надолго были втянуты в активные боевые действия.
Развитию наступления 48-го тк днём 5 июля в наибольшей степени способствовали: активные действия сапёрно-штурмовых подразделений, поддержка авиации (более 830 самолёто-вылетов) и подавляющее количественное превосходство в бронетехнике. Также наступлению способствовали инициативные действия частей 11-й тд (И. Микл) и 911-го отд. дивизиона штурмовых орудий (преодоление полосы инженерных заграждений и выход к восточным окраинам Черкасского механизированной группой пехоты и сапёров при поддержке штурмовых орудий).
Важным фактором успеха немецких танковых частей явился произошедший к лету 1943 г. качественный скачок в боевых характеристиках немецкой бронетехники. Уже в ходе первого дня оборонительной операции на Курской дуге проявилась недостаточная мощность противотанковых средств, находящихся на вооружении советских частей, при борьбе как с новыми немецкими танками Pz.V и Pz.VI, так и с модернизированными танками более старых марок (около половины советских ИПТАП были вооружены 45-мм орудиями, мощность 76-мм советских полевых и американских танковых орудий позволяла эффективно уничтожать современные или модернизированные танки противника на дистанциях вдвое-втрое меньших эффективной дальности огня последних, тяжёлые танковые и самоходные части на тот момент практически отсутствовали не только в общевойсковой 6-й гв. А, но и в занимавшей позади неё второй рубеж обороны 1-й танковой армии М. Е. Катукова).
Только после преодоления во второй половине дня основной массой танков противотанковых заграждений южнее Черкасского, отразив ряд контратак советских частей, подразделения дивизии «ВГ» и 11-й тд смогли зацепиться за юго-восточные и юго-западные окраины села, после чего бои перешли в фазу уличных. Около 21:00 комдив А. И. Баксов отдал распоряжение о выводе частей 196-го гв.сп на новые позиции на север и северо-восток от Черкасского, а также к центру села. При отходе частями 196-го гв.сп производилась установка минных полей. Около 21:20 боевая группа гренадеров дивизии «ВГ» при поддержке «Пантер» 10-й тбр ворвалась в хутор Ярки (севернее Черкасского). Чуть позже 3-й тд вермахта удалось захватить хутор Красный Починок (севернее Коровино). Таким образом, результатом дня для 48-го тк вермахта стало вклинивание в первую полосу обороны 6-й гв. А на 6 км, что фактически можно признать неудачей, особенно на фоне результатов, достигнутых к вечеру 5 июля войсками 2-го тк СС (действовавшего восточнее параллельно 48-му тк), менее насыщенного бронетанковой техникой, который сумел прорвать первый рубеж обороны 6-й гв. А.
Организованное сопротивление в селе Черкасское было подавлено около полуночи 5 июля. Однако установить полный контроль над селом немецкие части смогли только к утру 6 июля, то есть когда по плану наступления корпус уже должен был подходить к Обояни.
Таким образом, 71-я гв.сд и 67-я гв.сд, не обладая крупными танковыми соединениями (в их распоряжении были только 39 американских танков M3 различных модификаций и 20 САУ из состава 245-го отп и 1440-го сап) около суток удерживали в районе сел Коровино и Черкасское пять дивизий противника (из них три — танковые). В сражении 5 июля 1943 г. в районе Черкасского особенно отличились бойцы и командиры 196-го и 199-го гв. стрелковых полков 67-й гв. дивизии. Грамотные и поистине героические действия бойцов и командиров 71-й гв.сд и 67-й гв.сд позволили командованию 6-й гв. А своевременно подтянуть армейские резервы к месту вклинивания частей 48-го тк на стыке 71-й гв.сд и 67-й гв.сд и не допустить на данном участке общего развала обороны советских войск в последующие дни оборонительной операции.
В результате вышеописанных боевых действий село Черкасское фактически перестало существовать (по послевоенным свидетельствам очевидцев, представляло собой «лунный пейзаж»).
Героическая оборона села Черкасское 5 июля 1943 г. — один из наиболее удачных для советских войск моментов Курской битвы — является одним из незаслуженно забытых эпизодов Великой Отечественной войны.

#### 6 июля 1943 г. День второй. Первые контрудары

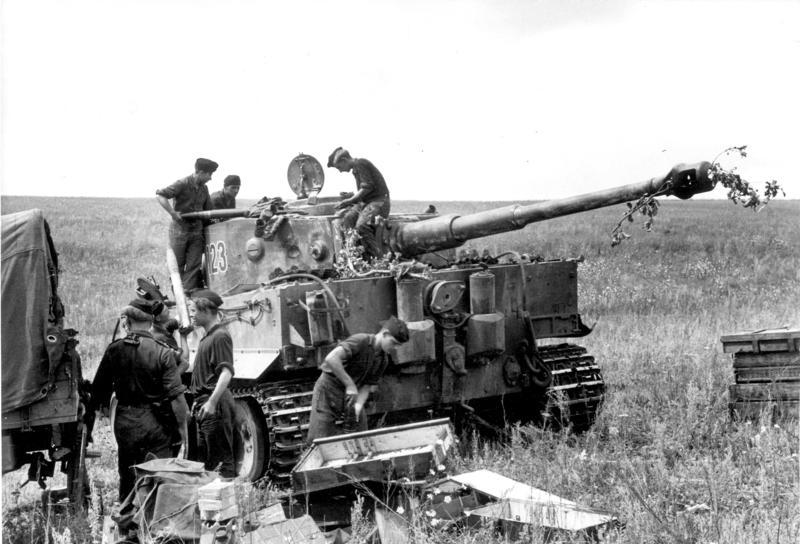
Танк «Тигр», 503-й тяжёлый танковый батальон. Пополнение боезапаса.

К концу первого дня наступления 4 ТА вклинилась в оборону 6 гв. А на глубину 5-6 км на участке наступления 48 тк (в районе с. Черкасское) и на 12-13 км на участке 2 тк СС (в районе Быковка — Козьмо-Демьяновка). При этом дивизии 2 танкового корпуса СС (обергруппенфюрер П. Хауссер) сумели прорвать на всю глубину первый рубеж обороны советских войск, оттеснив части 52 гв.сд (полковник И. М. Некрасов), и подошли на фронте 5-6 км непосредственно ко второму рубежу обороны, занимаемому 51 гв.сд (генерал-майор Н. Т. Таварткиладзе), вступив в бой с её передовыми частями.
Однако правый сосед 2 танкового корпуса СС — АГ «Кемпф» (В. Кемпф) — 5 июля не выполнил задачу дня, столкнувшись с упорным сопротивлением частей 7 гв. А, обнажив тем самым правый фланг продвинувшейся вперёд 4 танковой армии. В результате Хауссер был вынужден с 6 по 8 июля использовать треть сил своего корпуса, а именно тд «Мёртвая голова», для прикрытия своего правого фланга против 375 сд (полковник П. Д. Говоруненко), подразделения которой блестяще проявили себя в боях 5 июля.
На 6 июля задачами дня для частей 2 тк СС (334 танка) были определены: для тд «Мёртвая голова» (бригадефюрер Г. Присс, 114 танков) — разгром 375 сд и расширение коридора прорыва в направлении р. Липовый Донец, для тд «Лейбштандарт» (бригадефюрер Т. Виш, 99 танков, 23 САУ) и «Рейх» (бригадефюрер В. Крюгер , 121 танк, 21 САУ) — скорейший прорыв второго рубежа обороны у с. Яковлево и выход к линии излучина р.Псёл — с. Тетеревино.
Около 9:00 6 июля 1943 г. после мощной артподготовки (проводившейся артполками дивизий «Лейбштандарт», «Рейх» и 55 мп шестиствольных миномётов) при непосредственной поддержке 8 авиакорпуса (около 150 самолётов в полосе наступления) дивизии 2 танкового корпуса СС перешли в наступление, нанося основной удар на участке занимаемом 154 и 156 гв.сп. При этом немцам удалось выявить пункты управления и связи полков 51 гв.сд и произвести на них огневой налёт, что привело к дезорганизации связи и управления её войсками. Фактически батальоны 51 гв.сд отражали атаки противника без связи с вышестоящим командованием, так как работа офицеров связи из-за высокой динамики боя была не эффективной.
Первоначальный успех атаки дивизий «Лейбштандарт» и «Рейх» был обеспечен благодаря численному преимуществу на участке прорыва (две немецких дивизии против двух гв. стрелковых полков), а также за счёт хорошего взаимодействия между полками дивизий, артиллерией и авиацией — передовые подразделения дивизий, основной таранной силой которых являлись 13 и 8 тяжёлые роты «Тигров» (7 и 11 Pz.VI соответственно), при поддержке дивизионов штурмовых орудий (23 и 21 StuG) выдвигались к советским позициям ещё до окончания артиллерийского и авиаудара, оказываясь в момент его окончания в нескольких сотнях метров от окопов.
К 13:00 батальоны на стыке 154 и 156 гв.сп были сбиты со своих позиций и начали беспорядочный отход в направлении сел Яковлево и Лучки; левофланговый 158 гв.сп, загнув свой правый фланг, в целом продолжал удерживать рубеж обороны. Отход подразделений 154 и 156 гв.сп осуществлялся вперемешку с танками и мотопехотой противника и был сопряжён с большими потерями (в частности, в 156 гв.сп из 1685 человек на 7 июля в строю оставалось около 200 человек, то есть полк фактически был уничтожен). Общее руководство отходившими батальонами практически отсутствовало, действия этих подразделений определялись только инициативой младших командиров, не все из которых были к этому готовы. Некоторые подразделения 154 и 156 гв.сп выходили в расположения соседних дивизий. Ситуацию отчасти спасали действия артиллерии 51 гв.сд и подходящего из резерва 5 гв. Сталинградского танкового корпуса — гаубичные батареи 122 гв.ап (майор М. Н. Угловский) и артиллерийские подразделения 6 гв.мсбр (полковник А. М. Щекал) вели тяжёлые бои в глубине обороны 51 гв. дивизии, сбивая темп наступления боевых групп тд «Лейбштандарт» и «Рейх», с целью дать возможность отходящей пехоте закрепиться на новых рубежах. При этом артиллеристы ухитрились сохранить большую часть своего тяжёлого вооружения. Скоротечный, но ожесточённый бой разгорелся за село Лучки, в районе которого успели развернуться 464 гв. арт. дивизион и 460 гв. миномётный батальон 6 гв. мсбр 5 гв. Стк (при этом, из-за недостаточной обеспеченности автотранспортом, мотопехота этой бригады всё ещё находилась на марше в 15 км от места боя).
В 14:20 бронегруппа дивизии «Рейх» в целом овладела селом Лучки, а артиллерийские части 6 гв.мсбр начали отход на север к хутору Калинин. После этого вплоть до третьего (тылового) оборонительного рубежа Воронежского фронта перед боевой группой тд «Рейх» фактически не осталось частей 6 гв. армии, способных сдерживать её наступление: основные силы истребительно-противотанковой артиллерии армии (а именно 14, 27 и 28 оиптабр) находились западнее — на Обояньском шоссе и в полосе наступления 48 тк, которое по результатам боёв 5 июля было оценено командованием армии как направление главного удара немцев (что было не до конца верным — удары обоих немецких танковых корпусов 4 ТА рассматривались немецким командованием как равнозначные). Для отражения удара тд «Рейх» артиллерии у 6 гв. А к этому моменту просто не оставалось.
Наступление тд «Лейбштандарт» на Обояньском направлении в первой половине дня 6 июля развивалось менее успешно, чем у «Рейх», что было обусловлено большей насыщенностью советской артиллерией её участка наступления (активно действовали полки 28 оиптабр майора Косачёва), своевременными ударами 1 гв.тбр (полковник В. М. Горелов) и 49 тбр (подполковник А. Ф. Бурда) из состава 3 механизированного корпуса 1 ТА М. Е. Катукова, а также наличием в её полосе наступления хорошо укреплённого села Яковлево, в уличных боях в котором на некоторое время увязли главные силы дивизии, включая её танковый полк.
Таким образом, к 14:00 6 июля войска 2 тк СС в основном выполнили первую часть общего плана наступления — левый фланг 6 гв. А был смят, а чуть позже с захватом с. Яковлево со стороны 2 тк СС были подготовлены условия для их замены частями 48 тк. Передовые части 2 тк СС были готовы приступить к выполнению одной из генеральных целей операции «Цитадель» — уничтожению резервов Красной Армии в районе ст. Прохоровка. Однако, полностью выполнить план наступления Герману Готу (командующий 4 ТА) 6 июля не удалось, по причине медленного продвижения войск 48 тк (О. фон Кнобельсдорф), столкнувшегося с умелой обороной вступившей в сражение после полудня армии Катукова. Корпусу Кнобельсдорфа хоть и удалось во второй половине дня окружить некоторые полки 67 и 52 гв.сд 6 гв. А в междуречье Ворсклы и Ворсклицы (общей численностью около стрелковой дивизии), однако, наткнувшись на жёсткую оборону бригад 3 мк (генерал-майор С. М. Кривошеин) на втором рубеже обороны, дивизии корпуса не смогли захватить плацдармы на северном берегу реки Пены, отбросить советский мехкорпус и выйти к с. Яковлево для последующей смены частей 2 тк СС. Более того, на левом фланге корпуса зазевавшаяся при входе в село Завидовка боевая группа танкового полка 3 тд (Ф. Вестховен) была расстреляна танкистами и артиллеристами 22 тбр (полковник Н. Г. Вененичев), входившей в состав 6 тк (генерал-майор А. Л. Гетман) 1 ТА.
Тем не менее, успех, достигнутый дивизиями «Лейбштандарт», и в особенности «Рейх» заставил командование Воронежского фронта в условиях неполной ясности обстановки предпринимать скоропалительные ответные меры по затыканию прорыва, образовавшегося во втором рубеже обороны фронта. После доклада командующего 6 гв. А Чистякова о положении дел на левом фланге армии, Ватутин своим приказом передаёт 5 гв. Сталинградский тк (генерал-майор А. Г. Кравченко, 213 танков, из них 106 — Т-34 и 21 — Mk.IV «Черчилль») и 2 гв. Тацинский танковый корпус (полковник А. С. Бурдейный, 166 боеспособных танков, из них 90 — Т-34 и 17 — Mk.IV «Черчилль») в подчинение командующего 6 гв. А и одобряет его предложение о нанесении контрударов по прорвавшимся через позиции 51 гв.сд танкам немцев силами 5 гв. Стк и под основание всего наступающего клина 2 тк СС силами 2 гв. Ттк (прямо сквозь боевые порядки 375 сд). В частности днём 6 июля И. М. Чистяков ставит командиру 5 гв. Стк генерал-майору А. Г. Кравченко задачу на вывод из занимаемого им оборонительного района (в котором корпус уже был готов встретить противника, используя тактику засад и противотанковых опорных пунктов) основной части корпуса (две из трёх бригад и тяжёлый танковый полк прорыва), и нанесение этими силами контрудара во фланг тд «Лейбштандарт». Получив приказ, командир и штаб 5 гв. Стк, уже зная о захвате с. Лучки танками дивизии «Рейх» и правильнее оценивая обстановку, пытались оспорить выполнение данного приказа. Однако под угрозой арестов и расстрела были вынуждены приступить к его выполнению. Атака бригад корпуса была начата в 15:10.
Достаточными собственными артиллерийскими средствами 5 гв. Стк не располагал, а времени на увязывание действий корпуса с соседями или авиацией приказ не оставлял. Поэтому атака танковых бригад производилась без артиллерийской подготовки, без поддержки авиацией, на ровной местности и с практически открытыми флангами. Удар пришёлся прямо в лоб тд «Рейх», которая перегруппировалась, выставив танки в качестве противотанкового заслона и, вызвав авиацию, нанесла значительное огневое поражение бригадам Сталинградского корпуса, вынудив их остановить атаку и перейти к обороне. После этого подтянув артиллерию ПТО и организовав фланговые манёвры, части тд «Рейх» между 17 и 19 часами сумели выйти на коммуникации оборонявшихся танковых бригад в районе хутора Калинин, который обороняли 1696 зенап (майор Савченко) и отошедшие из села Лучки 464 гв.арт.дивизион и 460 гв. миномётный батальон 6 гв.мсбр. К 19:00 частям тд «Рейх» фактически удалось окружить большую часть 5 гв. Стк между с. Лучки и хутором Калинин, после чего, развивая успех, командование немецкой дивизией частью сил, действуя в направлении ст. Прохоровка, попыталось захватить разъезд Беленихино. Однако, благодаря инициативным действиям командира и комбатов оставшейся вне кольца окружения 20 тбр (подполковник П. Ф. Охрименко) 5 гв. Стк, сумевшим быстро создать из различных оказавшихся под рукой частей корпуса жёсткую оборону вокруг Беленихино, наступление тд «Рейх» удалось остановить, и даже заставить немецкие части вернуться обратно в х. Калинин. Находясь без связи со штабом корпуса, в ночь на 7 июля окружённые части 5 гв. Стк организовали прорыв, в результате которого часть сил сумела вырваться из окружения и соединилась с частями 20 тбр. В течение 6 июля частями 5 гв. Стк по боевым причинам было безвозвратно потеряно 119 танков, ещё 9 танков были потеряны по техническим или не выясненным причинам, а 19 отправлены в ремонт. Столь значительных потерь за один день не имел ни один танковый корпус в течение всей оборонительной операции на Курской дуге (потери 5 гв. Стк 6 июля превысили даже потери 29 тк в ходе атаки 12 июля у свх. Октябрьский).
После окружения 5 гв. Стк, продолжая развитие успеха в северном направлении, другой отряд танкового полка тд «Рейх», используя неразбериху при отходе советских частей, сумел выйти к третьему (тыловому) рубежу армейской обороны, занимаемому частями 69А (генерал-лейтенант В. Д. Крюченкин), возле хутора Тетеревино, и на непродолжительное время вклинился в оборону 285 сп 183 сд, однако из-за явной недостаточности сил, потеряв несколько танков, был вынужден отступить. Выход немецких танков к третьему рубежу обороны Воронежского фронта уже на второй день наступления, был расценен советским командованием как чрезвычайное происшествие.
Наступление тд «Мёртвая голова» существенного развития в течение 6 июля не получило по причине упорного сопротивления частей 375 сд, а также проводившегося во второй половине дня на её участке контрудара 2 гв. Тацинского танкового корпуса (полковник А. С. Бурдейный, 166 танков), проходившего одновременно с контрударом 5 гв. Стк, и потребовавшего привлечения всех резервов этой эсэсовской дивизии и даже некоторых частей тд «Рейх». Однако нанести Тацинскому танковому  корпусу потери даже примерно соизмеримые с потерями 5 гв. Стк немцам не удалось, даже несмотря на то, что в процессе контрудара корпусу два раза пришлось форсировать реку Липовый Донец, а некоторые его части в течение непродолжительного времени находились в окружении. Потери 2 гв. Ттк за 6 июля составили 17 танков сгоревшими и 11 подбитыми, то есть корпус остался полностью боеспособным.
Таким образом, в течение 6 июля соединения 4 ТА сумели прорвать на своём правом фланге второй рубеж обороны Воронежского фронта, нанесли значительные потери войскам 6 гв. А (из шести стрелковых дивизий к утру 7 июля боеспособными оставались лишь три, из двух переданных ей танковых корпусов — один). В результате потери управления частями 51 гв.сд и 5 гв. Стк на участке стыка 1 ТА и 5 гв. Стк образовался не занятый советскими войсками участок, который в последующие дни ценой неимоверных усилий Катукову пришлось затыкать бригадами 1 ТА, используя свой опыт оборонительных боёв под Орлом в 1941 году.
Однако все успехи 2 тк СС, приведшие к прорыву второго оборонительного рубежа, опять не могли быть воплощены в мощный прорыв вглубь советской обороны для уничтожения стратегических резервов Красной Армии, так как войска АГ «Кемпф», добившись 6 июля некоторых успехов, тем не менее снова не смогли выполнить задачу дня. АГ «Кемпф» по-прежнему не могла обеспечить правый фланг 4 ТА, угрозу которому представлял 2 гв. Ттк, поддерживаемый всё ещё боеспособной 375 сд. Также существенное значение на дальнейший ход событий оказали потери немцев в бронетехнике. Так, например, в танковом полку тд «Великая Германия» 48 тк после первых двух дней наступления небоеспособными числились 53 % танков (советские войска вывели из строя 59 из 112 машин, включая 12 «Тигров» из 14 имевшихся), а в 10 тбр к вечеру 6 июля боеспособными числились лишь 40 боевых «Пантер» (из 192). Поэтому на 7 июля перед корпусами 4 ТА ставились менее амбициозные задачи, чем 6 июля — расширение коридора прорыва и обеспечение флангов армии.
Командир 48-го танкового корпуса, О. фон Кнобельсдорф, вечером 6 июля подводил итоги дневного боя:

Корпус предполагает: ожесточённо сопротивляющийся противник будет вводить танки и подкрепления с севера и северо-запада. Командующий армией обещает поддержку с воздуха ожидающегося очень тяжёлым завтрашнего наступления. Как доказывают сегодняшние контратаки, противник, как и прежде, своими опорными пунктами на Пене будет препятствовать дальнейшему продвижению через реку Псёл. Надо рассчитывать на ожесточённейшие танковые бои.

Начиная с 6 июля отступить от ранее разработанных планов пришлось не только немецкому командованию (которое сделало это ещё 5 июля), но и советскому, которое явно недооценило силу немецкого бронетанкового удара. В связи с потерей боеспособности и выходом из строя материальной части большинства дивизий 6 гв. А, с вечера 6 июля общее оперативное управление войсками, удерживавшими второй и третий рубежи советской обороны в районе прорыва немецкой 4 ТА, фактически было передано от командующего 6 гв. А Чистякова к командующему 1 ТА М. Е. Катукову. Основной каркас советской обороны в последующие дни создавался вокруг бригад и корпусов 1 танковой армии.

## Авиация в Курской битве

### Подготовительный период
К июлю 1943 года группировка авиации на Курской дуге была значительно усилена обеими противоборствующими сторонами. Советские ВВС располагали  примерно 3900 самолётами, им противостояли 2300 немецких самолётов. Таким образом, советская сторона превосходила противника по количественному составу в 1,7 раза без учёта имеющихся резервов.
Было развёрнуто восемь авиационных корпусов авиации дальнего действия с 740 самолётами и 690 экипажами. Большинство экипажей были способны выполнять задания ночью. В тыловой зоне Центрального и Воронежского фронтов было задействовано 12 авиационных полков ПВО, в которых насчитывалось 280 истребителей и один разведчик. Много внимания уделялось вопросам материально-технического и аэродромного обеспечения авиационных частей, была расширена радиосеть, возросло количество ремонтных органов. Все это позволило успешно подготовится к боевым действиям.
Немецкое командование также интенсивно готовило авиацию к участию в крупном наступлении. Для достижения нужной концентрации сил германское командование пошло на  существенное оголение флангов Восточного фронта и сосредоточило практически все боеспособные группы истребителей, бомбардировщиков, пикировщиков и штурмовиков у северного и южного оснований Орловско-Курского выступа.
Собранная в районе наступления немецко-фашистская группировка была огромна и насчитывала 1781 самолёт различных типов. Планирование использования люфтваффе осуществлялось одновременно с общим планированием операции "Цитадель". Основные усилия немецкой авиации планировалось направить на действия непосредственно над полем боя.
Советские планы боевого применения авиации предполагали первыми развернуть боевые действия в период занятия немецкими войсками исходного положения для наступления.  Экипажам надлежало атаковать скопления вражеских войск и техники, а также фронтовые аэродромы. С началом немецкого наступления предполагалось обеспечить в светлое время суток прикрытие обороняющихся войск патрулирующими группами по 12-30 истребителей и действия своих бомбардировщиков и штурмовиков, которые должны были атаковать противника сразу после уточнения направления его главных ударов.
Немецко-фашистская авиация базировалась на аэродромах Орловского и Белгородско-Харьковского выступов. Вблизи линии фронта, для временного базирования бомбардировщиков, привлекаемых из глубокого тыла, были организованы аэродромы "подскока". Аэродромная сеть позволяла немцам базировать истребители в 18-20 км, а отдельные площадки находились в 5-6 км от линии  фронта, что способствовало их успешному применению в борьбе за господство в воздухе.
Группировка советской авиации базировалась на аэродромах, находившихся на достаточном удалении от линии фронта, что защищало лётные части от внезапного удара прорвавшихся подвижных групп противника. Аэродромные узлы хорошо прикрывались истребителями и огнем зенитной артиллерии. Для маскировки базирования военно-воздушных сил была создана широкая сеть ложных аэродромов. Для розыска самолётов, совершивших вынужденные посадки, в воздушных армиях создавались специальные команды.

### Боевые действия военно-воздушных сил в ходе оборонительного сражения
Начиная с 4 часов утра 5 июля немецко-фашистские бомбардировщики группами по 50-100 самолётов активно действовали по боевым порядкам советских войск на главной и второй полосах обороны. В течение первых семи часов наступления немецкая авиация совершила до 1000 самолёто-пролётов, из них 800 сделали бомбардировщики. Действия бомбардировщиков были направлены на взлом советской обороны.
Все вылеты немецкой ударной авиации были направлены на поражение позиций советской артиллерии, узлов сопротивления и танков в районе наступления. Советская авиация 16-й воздушной армии находилась в состоянии повышенной боеготовности и ожидала приказа начать боевые действия против перешедшего в наступления противника. В течение первого дня боёв летчики 16-й воздушной армии выполнили 1720 самолёто-вылетов, немцы ответили 2088 вылетами, из которых 1909 были осуществлены для поддержки наступающих немецких соединений. Главную роль в обеспечении господства в воздухе люфтваффе над районом сражения сыграла истребительная авиация.
Однако события показали, что несмотря на то, что советская авиация в полной боевой готовности на аэродромах 5 июля ожидала приказа начать боевые действия против перешедших в наступление немецко-фашистских войск, командование 16-й воздушной армии не смогло принять адекватных мер по противодействию мощному натиску люфтваффе. Немецкая авиация прочно захватила инициативу в свои руки.
Обстановка в воздухе продолжала оставаться сложной и во многом трагичной. Особенно тяжёлые потери понесли части 6-го истребительного авиационного корпуса, в рядах которого вступило в бой много молодых лётчиков. Оказались не готовы к подобному развитию событий штабы авиационных соединений, не сумевшие организовать планомерной боевой работы. Все графики боевых действий 16-й воздушной армии, составленные в июне, так и остались на бумаге.
План боевого использования авиации удалось ввести только к 9 ч 30 мин, но к этому времени некоторые советские авиадивизии оказались обескровлены, а резервы в значительной степени исчерпаны. Истребители не смогли надёжно прикрыть наземные войска, поскольку заранее высланные патрули немецких "фокке-вульфов" встречали советские истребители задолго до подхода к линии фронта.
Командование Центрального фронта для локализации прорыва и в местах особой активности немецкой авиации приказало поднять в воздух две бомбардировочные дивизии и сосредоточить до 200 истребителей. К полудню они стали наносить удары по прорвавшемуся противнику. Действия бомбардировщиков оказались весьма успешны, немецкую пехоту удалось отсечь от танков. Положение на время удалось стабилизировать.
Воздушные бои 6 июля носили ещё более ожесточённый характер. Советскому командованию путём наведения порядка, дисциплины в воздухе и на земле удалось снизить собственные потери на самолёто-вылет - в течение 7 и 8 июля было списано 87 самолётов. Убыль материальной части сократилась более чем в два раза по сравнению с первыми двумя днями битвы.
За пять дней напряжённых боев ВВС Красной Армии пострадали значительно сильнее, чем люфтваффе, но всё же части и соединения сохранили боеспособность. Безвозвратные потери советской авиации с 5 по 9 июля составили 330-340 самолётов, а часть серьёзно повреждённых самолётов передали в ремонт. Число списанных за это время самолётов 6-го воздушного флота люфтваффе 90-100 самолётов, примерно половину из которых составили истребители.
Характерной особенностью использования авиации над Центральным фронтом с 5 по 12 июля была концентрация усилий на относительно узких участках. Несмотря на участие в битве огромного количества самолётов, обе стороны не атаковали тыловые объекты. Бомбардировка железнодорожных эшелонов и крупных сосредоточений войск в 50-100 км за линией фронта, аэродромов и других целей за фронтовой полосой производилась ночью.
В первые часы битвы на северном фасе Орловско-Курской дуги наблюдалась пассивность ВВС Красной Армии. В течение трёх-четырёх часов оборонительного сражения советские войска не имели авиационной поддержки. Оправившись от первого шока, вызванного массированным применением люфтваффе своей авиации, советские лётчики стали действовать активно. Уже со второго дня битвы советские авиаторы начали действовать большими группами, что вызывалось необходимостью оказывать эффективное противодействие с воздуха наступающим немецким соединениям.
Немецкие истребители не смогли сорвать массированные атаки советских ВВС. Поставленные командованием задачи по срыву немецкого наступления были выполнены, а вот надёжно прикрыть свои наземные войска советским летчикам не удалось.
Советское командование затратило огромные усилия на борьбу за господство в воздухе - 62% всех дневных вылетов выполнили истребители (1800 самолёто-вылетов направили на прикрытие войск, а 2057 на сопровождение штурмовиков и бомбардировщиков). Но главная поставленная задача - завоевание господства в воздухе - не была выполнена до конца оборонительных боёв.

### Белгородский бастион
Лебедев Н. В. отмечает:

Изначально, и по настоящее время, по факту, считается, что главный удар немцы решили нанести танковыми дивизиями СС «Рейх» и «Адольф Гитлер» на Берёзов — Быковка и далее на Яковлево вдоль шоссе Обоянь — Белгород. Четвёртого июля немцы произвели ряд отвлекающих действий. Они крупными силами атаковали боевое охранение на правом фланге 6-й гвардейской армии генерала Чистякова. Отсюда штаб Воронежского фронта должен был сделать вывод, что главное наступление немцев развернётся со стороны Томаровки вдоль долины реки Ворксла в направлении Яковлево и Обояни. Утром 5-го июля, как бы в подтверждение уже сложившегося у русского командования впечатления, эсэсовцы дивизий «Рейх» и «Адольф Гитлер» узким клином штурмовали хутор Берёзов. Дивизия «Мёртвая Голова», самая мощная в эсэсовском корпусе, находилась в тени дивизии «Рейх», на её правом фланге, атакуя хутор Гремучий. И лишь в полдень она разворачивается фронтом на восток, юго-восток, стремясь обойти с севера 375-ю стрелковую дивизию полковника Говоруненко, которая оборонялась у северных окраин Белгорода, прикрывая самую южную часть шоссе Обоянь — Белгород, железную дорогу Белгород — Гостищево и, соответственно, переправы Липового Донца от Беломестной до Терновки. Важнейшей частью этого рубежа была долина ручья Ерик, как прямая и кратчайшая дорога через Шапино на Гостищево.

### Прохоровское направление
Действия на прохоровском направлении предусмотрены в «Приказе по 4-й танковой армии от 28 июня 1943 г.»:
- АГ Кемпф — «группа наступает левым флангом (6-я танковая дивизия) из Белгорода через Сабинино в направлении на Прохоровку».
- 2 тк СС — «после прорыва второй позиции корпус привести в состояние готовности, чтобы, приняв построение уступом вправо, он мог наступать своими главными силами на северо-восток южнее участка Псёл, а правым флангом — через Прохоровку».

В. Замулин отмечает, что «первые осложнения, связанные с нерешённостью проблемы флангового прикрытия войск Гота, возникли…уже 6 июля. Помимо того, что 5 июля ген.-полковник был вынужден оставить на своём правом крыле целую мд СС „Мёртвая голова“, которая так и не смогла прорвать рубеж 375-й сд, а 6 июля, сразу после выхода на прохоровское направление дивизий СС „Лейбштандарт Адольф Гитлер“ и „Рейх“, ещё и отражала танковый контрудар 2-го гв. Ттк».

## Оценка боевых действий на северном и южном фасах
Г. К. Жуков в «Военно-историческом журнале» отмечал, что «более успешные действия в оборонительном сражении войск Центрального фронта, чем войск Воронежского, объясняются тем, что против войск Центрального фронта было значительно меньше сил противника, чем против войск Воронежского фронта».
К. К. Рокоссовский возразил в письме к главному редактору «Военно-исторического журнала»:
«Ударная группировка противника, действовавшая против Воронежского фронта, состояла из 14 дивизий, из коих было 5 пехотных, 8 танковых и одна моторизованная, а ударная группировка противника, действовавшая против Центрального фронта, состояла из 15 дивизий в составе 8 пехотных, 6 танковых и одной моторизованной. Таким образом, если группировка противника, действовавшая против Воронежского фронта, несколько превосходила по количеству танков, то группировка его, действовавшая против войск Центрального фронта, значительно превосходила по количеству пехоты и артиллерии. Более удачные действия войск Центрального фронта объясняются не количеством войск противника, а более правильным построением обороны».

## Потери

### Потери по Г. Ф. Кривошееву
По данным исследований коллектива под руководством ген.-полковника Г. Ф. Кривошеева людские потери в Курской оборонительной операции составили:
| Наименование объединений и сроки их участия в операции | Людские потери в операции | Людские потери в операции | Людские потери в операции | Людские потери в операции |
| Наименование объединений и сроки их участия в операции | безвозвратные             | санитарные                | всего                     | среднесуточные            |
| Центральный фронт (5.07.-11.07.43 г.)                  | 15336                     | 18561                     | 33897                     | 4842                      |
| Воронежский фронт (весь период)                        | 27542                     | 46350                     | 73892                     | 3889                      |
| Степной фронт (9.07.-23.07.43 г.)                      | 27452                     | 42606                     | 70058                     | 4670                      |
| Итого                                                  | 70330 (5,5 %)             | 107517                    | 177847                    | 9360                      |

(по данным Мюллера-Гиллебрандта). «Тигров» в июле потеряно 33, в августе — 40; «Пантер» — 83 и 41; 150-мм штурмовых орудий — 39 и 16; СУ «Насхорнов» — 4 и 19. «Фердинантов» — только в июле потеряно 39, затем они были сняты с фронта.